# Аквалања
Аквалања (итал. Acqualagna) је насеље у Италији у округу Пезаро и Урбино, региону Марке.
Према процени из 2011. у насељу је живело 2546 становника. Насеље се налази на надморској висини од 205 м.

## Становништво
Према резултатима пописа становништва 2011. у општини је живело 4.496 становника.
| 1931. | 1936. | 1951. | 1961. | 1971. | 1981. | 1991. | 2001. | 2011. |
| ----- | ----- | ----- | ----- | ----- | ----- | ----- | ----- | ----- |
| 3.838 | 4.074 | 4.206 | 3.807 | 3.420 | 3.683 | 3.971 | 4.178 | 4.496 |

## Партнерски градови
- Пиран